# Kołki

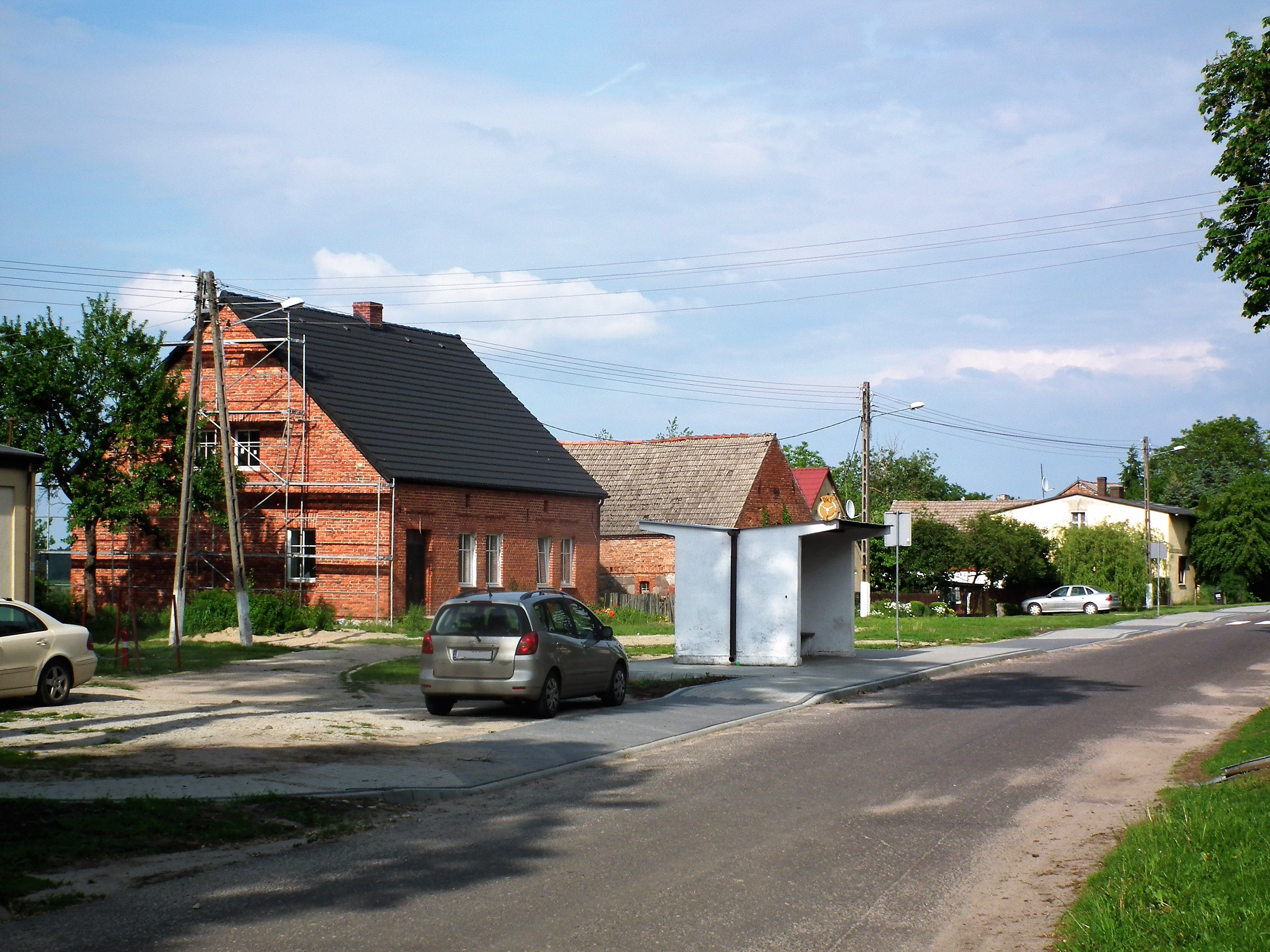
Dorfzentrum

Kołki (deutsch Rohrbeck) ist ein Dorf in der Gmina Choszczno der polnischen Woiwodschaft Westpommern.

## Geographische Lage
Der Ort liegt in der Neumark,  etwa 16 Kilometer östlich  der Stadt Choszczno (Arnswalde) und 76 Kilometer südöstlich der regionalen Metropole Stettin (Szczecin).

## Verwaltungsgeschichte
Das Dorf Rohrbeck war Sitz der Gemeinde Rohrbeck, einer Landgemeinde im ehemaligen Kreis Arnswalde in der Provinz Brandenburg. Bei der Verwaltungsreform am 1. Oktober 1938 kam Rohrbeck an die Provinz Pommern. Die Gemeinde Rohrbeck umfasste insgesamt 70 bewohnte Wohnhäuser in den Orten Fischerfelde, Neufließ (polnisch Krzowiec) und Rohrbeck. 
Die Region wurde nach Ende des Zweiten Weltkriegs unter polnische Verwaltung gestellt. 
Die Gemeinde Rohrbeck hatte 1925 506 Einwohner, heute sind es etwa 420.

## Söhne und Töchter des Ortes
- Christian Ludwig von Sydow (1733–1795), preußischer Landrat im Arnswalder Kreis
- Christian Friedrich von der Osten (1740–1819), preußischer Generalmajor und Chef des Dragonerregiments Nr. 12
- Bruno von Schuckmann (1857–1919),  kaiserlicher Gouverneur in Deutsch-Südwestafrika und Mitglied des Preußischen Abgeordnetenhauses